# Эпидемия холеры в Узбекской ССР
Эпидемия холеры в Узбекской ССР — одна из крупнейших вспышек холеры в СССР во время седьмой пандемии, поразившая в 1965 году главным образом Каракалпакскую АССР.

## Появление
Считается, что холера попала в Узбекистан из приграничных регионов Афганистана, где к тому моменту уже фиксировались заболевания. Единственный граничивший с Афганистаном регион Узбекской ССР, Сурхандарьинская область, называется источником распространения инфекции по республике, хотя официально в области не было зарегистрировано случаев заболевания холерой. Согласно заключению правительственной комиссии, холера была занесена в Каракалпакстан лётчиками Нукусского авиаотряда, в июне 1965 года обрабатывавшими хлопковые поля Шурчинского района Сурхандарьинской области. В том районе в апреле — мае с острой диареей было госпитализировано 218 человек, необследованных на холеру. С 17 по 23 июля 8 сотрудников авиаотряда испытали желудочно-кишечное расстройство. Среди других возможных источников эпидемии исследователи называли: плававших в Афганистан по Амударье речников; контрабандистов наркотиками; гастролировавший по Индии ансамбль «Бахор»; нелегально перешедших границу в туркменской Кушке людей.
Время начала эпидемии не установлено, случаи кишечного расстройства долго не проверялись на холеру. В июле ряд случаев острой диареи со смертельными исходами был зафиксирован в Нукусе и районах Каракалпакстана. 5 августа Минздрав Каракалпакской АССР уведомил Минздрав Узбекистана о вспышке отравления ядохимикатами для хлопка. На следующий день узбекистанская консультативная группа инфекционистов и эпидемиологов осмотрела больных и кроме отравления ядохимикатами предположила диагноз «грипп». Первый найденный у больного указывающий на холеру вибрион был отвергнут властями как причина болезни, поскольку те считали холеру невозможной на той стадии развития СССР. 7 августа прибывшая правительственная комиссия под руководством Мирзамахмуда Мусаханова поставила диагноз «холера», который к вечеру был лабораторно подтверждён. 8 августа о холере было сообщено правительству, в тот же день приехавший из Нукуса член комиссии Исак Мусабаев подтвердил инфицирование холерой в соседней Хорезмской области, где также участились случаи смерти после кишечного расстройства.

## Противодействие и жертвы
10 августа во всём Каракалпакстане был введён карантин. В автономную республику приехали 1380 медиков из Узбекистана и других частей СССР. Совет министров СССР прислал чрезвычайным уполномоченным замминистра здравоохранения Аветика Бурназяна, группу консультантов-специалистов возглавил Николай Жуков-Вережников. Каждый населённый пункт, где были выявлены случаи холеры, был объявлен очагом заболевания и оцеплен войсками с милицией. На транспортной инфраструктуре установили контрольно-пропускные и санитарно-карантинные пункты. При отсутствии новых случаев оцепление очага снималось через 10-12 дней, двукратных инкубационный период. Для противохолерных мероприятий на основе существующих стационаров было выделено 4675 мест холерных и провизорных госпиталей, изоляторов и обсерваторов; количество выделенных коек оказалось чрезмерным. Проводилась многочисленные мероприятия по борьбе с антисанитарией и очистке воды, в Каракалпакской АССР было продезинфицировано 1832 очага холеры и диарей. Более половины населения автономной республики были клинически и бактериологически исследованы, более 80 % получили противохолерную вакцину. В Хорезмской области в ходе противоэпидемиологических мероприятий было вакцинировано почти всё население.
В первые дни карантина регистрировались десятки случаев заражения холерой, потом они пошли на убыль, а 11 сентября было объявлено о ликвидации эпидемии. В Каракалпакстане было зарегистрировано более 530 заболевших холерой и несколько десятков вибриононосителей. Умер 81 человек, смертность была выше у детей и пожилых людей. Трёхзначное количество заболевших было выявлено в Нукусе и Тахтакупырском районе. При этом неизвестны масштабы заболеваемости до выявления холеры, равно как и большинство маршрутов передачи. Задокументирована вспышка в Муйнакском районе, где все зарегистрированные заболевшие находились в Казахдарье. Туда прибыл дервиш, активно посещавший похороны в уже поражённых районах. Страдая кишечным расстройством, он поселился в доме местного муллы, где за ним стала ухаживать дочь муллы. Муж этой женщины заведовал хлебопекарней, через которую холера распространилась на сотрудников и покупателей. Этот эпизод привёл к заболеванию 24 и смерти 8 человек. В Хорезмской области холера проявилась в соседних с Каракалпакстаном районах, ею заболели 39 человек. Единичные случаи были обнаружили в регионах на другом, восточном краю Узбекистана.